# Scaeva baltica
Scaeva baltica är en tvåvingeart som beskrevs av Kuznetzov 1985. Scaeva baltica ingår i släktet glasvingeblomflugor, och familjen blomflugor. Inga underarter finns listade i Catalogue of Life.